# Luwagga Kizito
Luwagga William Kizito, né le 20 décembre 1993 à Kisubi, est un footballeur international ougandais. Pouvant évoluer au poste d'ailier ou de milieu offensif, il joue actuellement pour le Hapoël Kfar Saba.

## Biographie

### En club
Lors de la saison 2014-2015, il inscrit 13 buts en deuxième division portugaise avec l'équipe du Sporting Covilhã.

### En équipe nationale
Luwagga Kizito reçoit sa première sélection avec l'équipe d'Ouganda lors d'un match amical face à l'Égypte, le 29 mars 2012 (défaite 1-2).
Le 4 juin 2016, il marque son premier but en sélection lors d'un match de qualification à la Coupe d'Afrique des nations 2017, contre le Botswana (victoire 2-1).
En janvier 2017, il fait partie de la liste des 23 joueurs sélectionnés par Milutin Sredojević pour disputer la Coupe d'Afrique des nations 2017.

## Palmarès
Avec le Vipers SC
- Champion d'Ouganda en 2010

## Statistiques

### En club
Le tableau ci-dessous récapitule les statistiques de Luwagga Kizito lors de sa carrière européenne en club :
| Saison                | Club                  | Championnat           | Championnat | Championnat | Coupe(s) nationale(s) | Coupe(s) nationale(s) | Total | Total |
| Saison                | Club                  | Division              | M.          | B.          | M.                    | B.                    | M.    | B.    |
| 2012-2013             | Leixões SC            | 2                     | 28          | 5           | 2                     | 2                     | 30    | 7     |
| 2013-2014             | Leixões SC            | 2                     | 5           | 0           | 3                     | 2                     | 8     | 2     |
| 2013-2014             | SC Covilhã            | 2                     | 17          | 2           | 3                     | 1                     | 20    | 3     |
| 2014-2015             | SC Covilhã            | 2                     | 39          | 13          | 6                     | 1                     | 45    | 14    |
| 2015-2016             | Rio Ave FC            | 1                     | 2           | 0           | 3                     | 0                     | 5     | 0     |
| 2015-2016             | CD Feirense (prêt)    | 2                     | 15          | 4           | -                     | -                     | 15    | 4     |
| 2016-2017             | Rio Ave FC            | 1                     | 4           | 0           | 4                     | 0                     | 8     | 0     |
| Total sur la carrière | Total sur la carrière | Total sur la carrière | 110         | 24          | 21                    | 6                     | 131   | 30    |

### But en équipe nationale
| No | Date        | Stade, ville, pays                         | Adversaire | Résultat | Compétition                                          |
| -- | ----------- | ------------------------------------------ | ---------- | -------- | ---------------------------------------------------- |
| 1  | 4 juin 2016 | Francistown Stadium, Francistown, Botswana | Botswana   | V 2-1    | Qualifications à la Coupe d'Afrique des nations 2017 |

NB : Le score est affiché sans tenir compte du sens conventionnel en cas de match à l'extérieur (Ouganda-Adversaire)